# Koninklijke Oude Harmonie van Eijsden
De Koninklijke Oude Harmonie, vaak benoemd bij hun afkorting; KOH of de Limburgse term; De Blôw, is een muziekvereniging met een harmonieorkest en een slagwerkensemble uit Eijsden, dat opgericht werd in 1874.
In 1949 werd aan de Oude Harmonie als eerste vereniging in Eijsden het predicaat "Koninklijk" verleend.
In 1963 promoveerde de Koninklijke Oude Harmonie, onder leiding van de toenmalige dirigent Matthijs Scheffer, naar het hoogste niveau: de Superieure Afdeling van de Limburgse Bond van harmoniegezelschapen in de Federatie van Katholieke Muziekbonden in Nederland (F.K.M.). Nieuwe hoogtepunten waren de muzikale prestaties die in 1988/1989 onder leiding van dirigent Jean Steutelings werden geleverd.
In 1993 nam de Koninklijke Oude Harmonie onder leiding van Ben Essers deel aan het Wereld Muziek Concours (WMC) in Kerkrade en leverde een enorme prestatie. In 1997 werd dit resultaat nog overtroffen. In 2013 nam de KOH weer deel aan het WMC, waar een topscore van 95,75 werd behaald in de Eerste Divisie Harmonie. Met dit puntentotaal is de KOH regerend Nederlands kampioen in zijn divisie en vicewereldkampioen.
De vereniging beschikt over een eigen repetitie- en concertzaal.

## Oprichting

#### Eerste poging: Harmonie Orphée (ca. 1850 - ca. 1855)
In zijn meer dan 40- jarige Eijsdense onderwijzerscarrière (1841-1882) werd onderwijzer en hoofd van de openbare lagere school van Eijsden François de Maré (Boekel, 1814 - Sint-Pieters-Jette, 1892) wisselend gewaardeerd. Het was ook De Maré die, naast zijn werk als onderwijzer en hoofd der school, mogelijkheden zag om zijn muzikale talenten over te dragen en vorm te geven in een harmonie die de naam Orphée kreeg. Een naam die toentertijd vaak werd gekozen door muziekgezelschappen, en die verwees naar Orpheus, de mythologische Griekse zanger, die door zijn gezang en de tonen van zijn lier, mensen, dieren en onbezielde natuur betoverde. Het is niet precies bekend wanneer De Maré zijn activiteiten dienaangaande is begonnen en hoe een en andere gestalte heeft gekregen. Het aanvangsjaar zouden we voorzichtig omstreeks 1850 kunnen plaatsen.
Op het einde van 1854 kwam het door onenigheid helaas al tot een voortijdig slot. Op grond van de weinige beschikbare gegevens zouden we het aantal werkende leden op ongeveer 35 à 40 kunnen schatten. Het bestuur bestond uit de heren Pieter Pinckaers (Oost, 1793 - 1858), president (voorzitter), landbouwer, grondeigenaar en burgemeester van Eijsden; en voorts de leden Theodorus Hubertus Booten (Eijsden, 1835 - 1895), toen nog student en zwager van De Maré, Jan Piters (Eijsden, 1836 - 1918), Jean Theelen (Eijsden, 1831 - 1889), later maasschipper en tapper (caféhouder) en Arnold Theodoor Marianus van Thiel (Roosendaal, 1835 - ), toen nog student. Van hen was Theodorus Booten waarschijnlijk secretaris. De Maré was directeur (dirigent). Het muziekgezelschap beschikte ook over statuten, maar die zijn niet overgeleverd. Over de achtergronden van de individuele leden is weinig bekend.
Rekening houdend met de hoge prijzen van de muziekinstrumenten, een klarinet met 13 kleppen kostte ongeveer 28 gulden en cornet met pistons 15 gulden en dat afgezet tegen de gemiddelde weeklonen van die tijd ad 2 tot 7 gulden per week, wordt al snel duidelijk dat muziekbeoefening niet voor iedereen was weggelegd, tenzij gulle gever muziekinstrumenten ter beschikking stelde. Slechts van één musicerend lid is de naam bekend: Hendrik van Haeren (Eijsden, 1830 -), zoon van Frederik Hendrik van Haeren, de gemeentesecretaris van Eijsden. Op welke wijze het muziek onderwijs was ingericht blijkt onduidelijk. Gezien het dirigentschap van De Maré lijkt het waarschijnlijk dat hij ook dit deel van de activiteiten van zijn rekening nam. Als repetitielokaal werd de school van De Maré in de Diepstraat gebruikt.
Deze school was gelegen op de kop van de Diepstraat, tussen restaurant De Kapoen (Schoolstraat 1) en het Hervormd kerkje (Wilhelminastraat 1), en werd in 1960 afgebroken, om een verbinding van de Prins Bernhardstraat met Diepstraat mogelijk te maken.
Waar Harmonie Orphée concerteede is nergens gebleken. Gezien de beperkte vervoersmiddelen zullen met name de inwoners van Eijsden en directe omgeving van de klanken kunnen hebben genieten, bij gelegenheid van lokale festiviteiten, jubilea en anderszins.
De opheffing van de harmonie kwam voort uit een tweedeling binnen de harmonie als gevolg van een raadsbesluit (de gemeenteraad had besloten de inning van de shoolgelden op te dragen aan De Maré, terwijl voordien Petrus van Haeren, een zoon van de gemeentesecretaris, daarmee belast was). De verstandhouding tussen De Maré enerzijds en Van Haeren anderzijds, is hierdoor zwaar verstoord geraakt. Rond beiden waren nu twee kampen ontstaan. Toen in december 1854 een statutenwijziging ter stemming voorlaf, barstte de bom. Van Haeren, die zware invloed op burgemeester Pinckaers kon uitoefenen, nam de gelegenheid te baat om hem wijs te maken dat hij (Pinckaers) niet werd erkend als president van de harmonie. Hierna weigerde Pinckaers de aangepaste statuten goed te keuren, ondanks dat maar liefst 18 van de 22 leden bij de openbare stemming vóór stemden. Ook had Pinckaers bij die gelegenheid ongepaste en beledigende uitdrukkingen naar de hoofden van de leden geslingerd en verklaarde hij al zijn invloed aan te wenden, zelfs bij de Commissaris des Konings, Eduardus van Meeuwen, om De Maré, waartegen zijn woede zich voornamelijk richtte, te dwingen met de directie van de harmonie op te houden. Dit nu was een aantal leden in het verkeerde keelgat geschoten. En het was om deze reden dat zij de Commissaris des Konings een brief stuurden om hun directeur (dirigent) in bescherming te nemen, omdat hij zich zoveel moeite had getroost "om de gemeente Eijsden, met eene zoo nuttige instelling als een muzijkgezelschap te voorzien". Daarentegen verzochten zij de Commissaris des Konings, mocht het zover komen dat Pinckaers daar zijn beklag ging doen, pas een besluit in deze zaak te nemen, na een uitvoerig onderzoek van de gang van zaken "opdat niet soms een braaf burger, van onbesproken gedrag en pligtvervulling, ten onregte van een gedeelte zijner broodwinning, hoe gering het ook zij, verstoke worde". Waarschijnlijk was dit voorval de doorsteek voor Harmonie Orphée. Wanneer op 10 november 1861 de spoorlijk Luik-Maastricht feestelijk wordt geopend, bestaat ze al niet meer. De festiviteiten worden dan muzikaal opgeluisterd door de Maastrichtse harmonieën de Groote Harmonie en de Société d'Harmonie des Ouvriers Réunis.

#### Tweede poging, met blijvend resultaat: de Harmonie van Eijsden (1874)

##### Zilveren kroningsfeest Willem III
Sedert januari 1874 was het hele land in de ban van de voorbereiding van het zilveren kroningsfeest van koning Willem lll. Hij was geboren te Brussel op 19 februari 1817, als oudste zoon van Willem II en van Anna Paulowna. Na het overlijden van zijn vader, was Willem op 12 mei 1849 in de Nieuwe Kerk te Amsterdam als koning der Nederlanden beëdigd en ingehuldigd.
Het Zilveren Kroningsfeest ging ook niet in Eijsden onopgemerkt voorbij. Op 11 januari 1874 maakte het gemeentebestuur van Eijsden dat in de lopende week "eene collecte zal worden gehouden, strekkende tot verzameling van liefdegiften, bestemd tot bijdrage van een aan Zijne Majesteit den Koning bij gelegenheid van zijn 25-jarig koningschap aan te bieden geschenk". Voor het verzamelen van deze giften was een speciale commissie in het leven geroepen. De 980 gemeenten die Nederland toen nog rijk was, brachten, vermeerderd met giften van derden, de kapitale som van netto bijna 196.500 gulden bij elkaar. Daarvan bedroeg de Eijsdense bijdrage 30 gulden en 91 centen.
Toen vervolgens op 17 mei 1874 de festiviteiten in Eijsden losbarstten, was er nog geen "Harmonie van Eijsden". Het door het gemeentebestuur opgestelde programma, dat in de Limburger Courier van 13 mei was gepubliceerd, maakte weliswaar melding van de aanwezigheid van "harmonie- en zangsociëteiten" maar uit een bewaard gebleven kostenstaat van "Uitgaven gedaan ter gelegenheid van 's koningsfeest" blijkt dat dit muziekgezelschap was ingehuurd. Een lokaal gezelschap zou ongetwijfeld gratis de festiviteiten hebben opgeluisterd. Waarschijnlijk waren de ingehuurde muzikanten afkomstig uit het naburige Wezet of Luik. De betaling van de muzikanten geschiedde namelijk in Belgische Franken (58 franken, overeenkomende met 27 gulden en 40 centen), terwijl nagenoeg alle overige uitgaven in guldens werden gedaan. De totale kosten van het feest bedroegen bijna 180 gulden, waaronder mede begrepen een bedrag van 13 gulden en 23 centen vanwege "voeding der harmonie".

##### Een eigen harmonie
Het ontbreken van een eigen harmonie bij dit feest is waarschijnlijk de bekende druppel geweest die enige prominente inwoners van Eijsden aan het werk heeft gezet om een harmonie van Eijsden op te richten. Hoe het precies gegaan is, is helaas niet meer te achterhalen, maar de beschikbare gegevens laten een betrouwbare reconstructie toe.
Het is aannemelijk dat degenen die de eerste aanzet gaven tot oprichting van de Harmonie van Eijsden ook als eerste bestuursleden zitting namen. Het eerste bestuur bestond uit de heren jonkheer mr. Chétien von Geusau, Guillaume Eugène de Greef, Clemont Joseph Haenen, Willem Jean François Pisart en Jacobus Tulkens.
Uit hun midden kozen zij Von Geusau als voorzitter, De Greef als secretaris en Haenen, Pisart en Tulkens als leden (commissarissen).
Dit bestuur wist in een tijdsbestek van een half jaar dirigent Nicolaas Petrus van Polfliet aan te trekken en voldoende muzikanten op te leider om reeds op 22 december 1974 enige muziekstukken te spelen bij gelegenheid van het 25-jarig priesterfeest van pastoor Louis van Oppen (pastoor van Breust). Voorwaar geen geringe opgave. In de Limburgse Courier van 30 december werd daarvan kort verslag gedaan. Het is tevens de eerste vermelding in de pers van de Harmonie. Er zouden er nog vele volgen.
Diezelfde pastoor Van Oppen zou overigens later nog een belangrijke rol spelen bij het ontstaan van Harmonie Sainte Cécile, de tweede Eijsdense harmonie.

##### Clement Joseph Haenen
Clement Joseph (Clé) Haenen (Eijsden, 12 september 1845 - idem, 13 juli 1887) zoon van Egidius en Maria Anna Josepha Piters. Hij trouwde met Marie Josephina Mariette uit Cheratte. Hij was koopman.

##### Jacobus Tulkens
Jacobus Tulkens (Hunsel, 17 november 1825 - ) Hij huwde met Augustina Josephina Delahaye uit Wittem. Als rijksbelastingontvanger werd hij op tal van plaatsen tewerkgesteld. Voordat hij per 30 april 1874 naar Eijsden (station) kwam werkte hij in Simpelveld. Hij verliet Eijsden per 13 april 1883 en vestigde zich in Valkenburg.

##### Jean François Pisart
Jean François Pisart (Rukkelingen-aan-de-Jeker, 18 december 1835 - Luik, 9 december 1892) Hij huwde met Marie Louise Faessen. Samen met Georges Rocour, de oprichter van de Zinkwitfabriek te Eijsden ging hij in 1871 een commanditair vennootschap aan.

##### Chrétien von Geusau
Jonkheer Meester Chrétien Pierre Gerard von Geusau (Maastricht, 15 januari 1809 - Breust, 15 juni 1882) zoon van jonkheer Jhr. Willem Arnold Alting Lamoraal von Geusau (1783-1855) en Sybille Henriette Guillemine Umbgrove. Hij was als eerste in het echt gehuwd met Theodora Jordens en in tweede echt met Dorothea de Ras. Na een voorspoedige carrière als advocaat, rechter en raadsheer, vestigde hij zich ca. 1870 op het landgoed Bakvliet te Breust, waar hij uiteindelijk ook zal overlijden.

##### Guillame Eugène de Greef
Guillame Eugène de Greef (Brussel, 14 mei 1833 - Eijsden, 23 januari 1907) was de stationschef van Station Eijsden.

### Voorzitters
| 1874 - 1882  | Jhr. mr. Chrétien Pierre Gerard von Geusau |
| 1882 - 1887  | Antoon Theunissen                          |
| 1887 - 1896  | Rudolf Marie Joseph de Cleijn Brem         |
| 1896 - 1912  | Bartholomeus Hubertus Wolfs                |
| ???? - ????  | Petrus Hubertus Gilissen                   |
| ???? - 1939  | Charles Henri de Vriendt                   |
| 1933 - ????  | Henri Winand Wolfs                         |
| ???? - ????  | Henri Hubert Pinckaers                     |
| 1945 - 1951  | Petrus Hubertus Wolfs                      |
| 1951 - 1975  | Joannes Franciscus Debeij                  |
| 1975 - 1999  | Ir. Jean Duijsens                          |
| 1999 - 2011  | Ton Schilperoort                           |
| 2011 - 2014  | Jan Vervoort                               |
| 2014 - heden | Willy Martens                              |

### Beschermheren/beschermvrouwe
| 1964 - 1975  | Jhr. G.M.M. Alting von Geusau   |
| 1975 - 1983  | Freule B.H.M. Alting von Geusau |
| 1983 - ????  | Jhr. drs. W. Alting von Geusau  |
| ???? - heden | Michiel Alting von Geusau       |

## Harmonieorkest

### Dirigenten harmonieorkest
| 1874 - 1883  | Nicolaas Petrus van Polfliet |             |
| 1883 - 1890  | Jean Defèsche                |             |
| 1890 - 1893  | J. Uutterwulghe              |             |
| 1893 - 1931  | Guustaaf Francies de Pauw    |             |
| 1931 - 1937  | Léon Verhaeghe               | Eredirigent |
| 1937         | Jean Thijssens               |             |
| 1938 - 1939  | Maurice Motte                |             |
| 1939 - 1942  | Jean Claessens               |             |
| 1942 - 1945  | Tweede Wereldoorlog          |             |
| 1945 - 1948  | Maurice Motte                |             |
| 1948 - 1949  | Pierre Bovy                  |             |
| 1949 - 1957  | Jean Wolfs                   |             |
| 1957 - 1958  | Harrie Biessen               | Eredirigent |
| 1959         | Jos Diederen                 |             |
| 1959 - 1977  | Matthijs Scheffer            | Eredirigent |
| 1977 - 1989  | Jean Steutelings             |             |
| 1989 - 2006  | Ben Essers                   | Eredirigent |
| 2006 - 2010  | Steven Walker                |             |
| 2010 - 2023  | Jacques Claessens            | Eredirigent |
| 2023 - heden | Xavier Scheepers             |             |

## Slagwerkensemble

### Instructeurs slagwerkensemble
| 1949 - ????  | Dhr. Geurts     |
| ???? - 1960  | Jacques Janssen |
| 1960 - 1965  | André Heye      |
| 1965 - 1976  | Martin Warnier  |
| 1976 - 1977  | Louis Wolfs     |
| 1977 - 1991  | Martin Warnier  |
| 1991 - 1996  | Hans Croes      |
| 1996 - 2010  | Frank Marx      |
| 2010 - heden | Henrico Stevens |

### Historie
In de lange historie van de Koninklijke Oude Harmonie speelt de trommel een belangrijke rol. Echter, aanvankelijk slechts ter ondersteuning van de muziek, zoals die gespeeld werd door de muzikanten van de harmonie. In 1933 bijvoorbeeld liepen bij de harmonie slechts twee mensen met kleine trom. In 1949 kwamen de volgende personen op het idee om een drumband op te richten: de heren Guillaume Sabel, Jacques Janssen, Jules Warnier en Pierre Warnier. In 1956 kreeg de drumband de eerste vrouwelijke leden, waarmee een begin gemaakt werd met de emancipatie in de tot dan toe conservatieve blaas- en tamboerwereld.

### Instructeurs en tambour-maîtres
De heer Geurts was de eerste instructeur en ook de eerste tambour-maître. De volgende tambour-maître was Jacques Janssen, die later ook instructeur zou worden. Hij werd opgevolgd door André Heye. Daarna nam Martin Warnier deze functie op zich en hij werd tevens instructeur. Deze dubbelrol zou hij jarenlang vervullen. In 1976 en 1977 nam Louis Wolfs tijdelijk de taken van Martin Warnier over, waarna deze weer terugkeerde. Ook werd het tambour-maîtreschap daarna nog enige maanden vervuld door Léon Selbach. Later, in de jaren negentig, werden de functies van instructeur en tambour-maître losgekoppeld. In september 1991 werd Hans Croes als instructeur benoemd. In september 1996 werd hij opgevolgd door Frank Marx. De rol van tambour-maître werd vervuld door Johnny Warnier en daarna door Marcel Warnier, die anno 2024 nog steeds in functie is. In 2010 werd Frank Marx opgevolgd door Henrico Stevens als dirigent van het slagwerkensemble.

### Opleiding
Naarmate de drumband zich verder ontwikkelde, werd ook de muzikale opleiding van het slagwerk steeds belangrijker. Veelal werd de opleiding van jonge tamboers ter hand genomen door eigen leden. Mede door deze gerichte aanpak kwam een aantal jeugdige leden van de drumband in de loop der jaren tot grote prestaties: In 1980 werden Chris Tossings en Chris Tossings als duo Nederlands kampioen. Op 20 november 1988 werd Raymond Spons in de KRO-studio’s in Hilversum Nederlands kampioen, samen met Danny van de Wal van de fanfare St. Joseph uit Meers-Elsloo. Zij veroverden de titel in de eredivisie bij de kleine ensembles met 111 punten. Raymond bespeelde de marimba en Danny de vibrafoon. In januari 1996 won het trio Robert Quint, Toby Warnier en Ivo Croes in Itteren het solistenconcours van de Limburgse Bond van Tamboerkorpsen. Zij behaalden in de derde divisie sectie-C 55 punten, zijnde de hoogste score van alle 51 deelnemers. Op 16 maart 1996 pakten zij in Heerlerbaan de Limburgse titel met 104,5 punten (met lof) en op 12 mei 1996 in Berlicum de Nederlandse titel (105 punten, met lof). In de jaren tachtig werd ook een jeugd-drumband geformeerd, die succesvol was op een concours in Kanne onder leiding van Chris Tossings. Ook Chris Tossings was tambour-maître van de jeugdige tamboers. De jeugd-drumband wordt anno 2024 geleid door Reggy van Bakel.

### Bestuursleden
Binnen het bestuur van de Koninklijke Oude Harmonie gingen zich ook een aantal mensen speciaal met de drumband bezighouden, omdat deze steeds groter werd en ook steeds meer aan concoursen ging deelnemen. Sinds 1998 is een speciale commissie drumband actief, waarin naast bestuursleden ook enige leden van de drumband zelf zitting hebben.

### Taken
Aanvankelijk waren de belangrijkste taken van de tamboers vooral gericht op het ondersteunen van de harmonie bij een muzikale rondgang. Echter, al spoedig trad de drumband ook alleen voor het voetlicht. Zo zijn de leden tijdens de jaarlijkse Bronkfeesten al zeer vroeg in de ochtend actief. De kapitein van de Jonkheid wordt dan namelijk letterlijk opgetrommeld, waarna een reveilleronde door de gemeente volgt. Verder is de drumband al jarenlang het Prinsen-garderegiment van de carnavalsvereniging “de Klèèflep”.

### Wedstrijden[2]
| Datum             | Soort                        | Plaats                      | Leider          | Uitslag |
| ----------------- | ---------------------------- | --------------------------- | --------------- | --- |
| 1955              | Concours                     | Sint-Geertuid, Nederland    | Dhr. Geurts     | Eerste prijs |
| 1956              | Concours                     | 's-Gravenvoeren, België     | Dhr. Geurts     | Eerste prijs |
| 1959              | Wereld Muziek Concours       | Bree, België                | Jacques Janssen | 108 punten, eerste prijs met lof der jury |
| 1960              | Concours                     | Geulle, Nederland           | André Heye      | Eerste prijs en tambour-maîtreprijs |
| 1966              | Bondsconcours                | Roermond, Nederland         | Martin Warnier  | Mars: 137 punten, eerste prijs met lof der jury Concert: 117,5 punten, eerste prijs met lof der jury De tambour-maîtreprijs en het hoogste aantal punten                               |
| 28 augustus 1967  | Bondsconcours                | Baexem, Nederland           | Martin Warnier  | Mars: 135,5 punten, eerste prijs met lof der jury Concert: 132 punten, eerste prijs met lof der jury De tambour-maîtreprijs en het hoogste aantal punten van de 26 deelnemende korpsen |
| 10 december 1967  | Limburgse kampioenschappen   | Kessel, Nederland           | Martin Warnier  | 253,5 punten, eerste prijs met lof der jury, Limburgs kampioen |
| 1969              | Bondsconcours                | Heerlen, Nederland          | Martin Warnier  | Mars: 129,5 punten, eerste prijs met lof der jury Concert: 131 punten, eerste prijs met lof der jury Het hoogste aantal punten van het concours                                        |
| 23 november 1969  | Limburgse kampioenschappen   | Treebeek, Nederland         | Martin Warnier  | 248 punten, eerste prijs met lof der jury, Limburgs kampioen |
| 25 mei 1970       | Bondsconcours                | Gulpen, Nederland           | Martin Warnier  | Mars: 72,5 punten, eerste prijs met lof der jury Concert: 74 punten, eerste prijs met lof der jury De tambour-maîtreprijs en het hoogste aantal punten                                 |
| 13 september 1970 | Nederlandse kampioenschappen | Pey, Nederland              | Martin Warnier  | 136 punten, tweede plaats |
| november 1970     | Limburgse kampioenschappen   | Kerkrade, Nederland         | Martin Warnier  | Limburgs kampioen |
| 12 september 1971 | Nederlandse kampioenschappen | Honselersdijk, Nederland    | Martin Warnier  | 144,5 punten, Nederlands kampioen |
| september 1972    | Bondsconcours                | Berg aan de Maas, Nederland | Martin Warnier  | Mars: 69 punten, eerste prijs met lof der jury Concert: 67,5 punten, eerste prijs met lof der jury De tambour-maîtreprijs en het hoogste aantal punten                                 |
| 26 november 1972  | Limburgse kampioenschappen   | Kerkrade, Nederland         | Martin Warnier  | 185, 5 punten, tweede prijs (het Klaroenkorps van Sainte Cécile Eijsden had een half punt meer en werd Limburgs kampioen)                                                              |
| 1973              | Bondsconcours                | Limmel, Nederland           | Martin Warnier  | 205 punten, eerste prijs met promotie, echter was dit niet mogelijk aangezien al in de hoogste divisie werd gespeeld.                                                                  |
| 1973              | Limburgse kampioenschappen   | Kerkrade, Nederland         | Martin Warnier  | 192 punten, Limburgs kampioen |
| 28 augustus 1977  | Bondsconcours                | Nieuwenhagen, Nederland     | Louis Wolfs     | 216,5 punten, eerste prijs met promotie |
| 1977              | Limburgse kampioenschappen   | Echt, Nederland             | Louis Wolfs     | 203,5 punten |
| 28 september 1980 | Bondsconcours                | Roggel, Nederland           | Martin Warnier  | 209 punten, eerste prijs met promotie |
| 30 november 1980  | Limburgse kampioenschappen   | Nederweert, Nederland       | Martin Warnier  | 204,5 punten |
| 12 september 1982 | Bondsconcours                | Baexem, Nederland           | Martin Warnier  | 307 punten, eerste prijs met promotie |
| 28 november 1982  | Limburgse kampioenschappen   | Heerlen, Nederland          | Martin Warnier  | 317,5 punten, eerste prijs, Limburgs kampioen |
| 1983              | Nederlandse kampioenschappen | Wouw, Nederland             | Martin Warnier  | 310,5 punten |
| 28 september 1986 | Bondsconcours                | Melderslo, Nederland        | Martin Warnier  | 317 punten, eerste prijs |
| 30 november 1986  | Limburgse kampioenschappen   | Heel, Nederland             | Martin Warnier  | 315,5 punten, tweede prijs |
| 16 september 1990 | Bondsconcours                | Sittard, Nederland          | Martin Warnier  | 306 punten |
| 25 november 1990  | Limburgse kampioenschappen   | Reuver, Nederland           | Martin Warnier  | 315,5 punten, tweede prijs |
| 25 september 1994 | Bondsconcours                | Heythuysen, Nederland       | Hans Croes      | 90 van de 100 punten, eerste prijs met lof der jury |
| 27 november 1994  | Limburgse kampioenschappen   | Brunssum, Nederland         | Hans Croes      | 93,85 van de 100 punten |
| 4 oktober 1998    | Bondsconcours                | Venray, Nederland           | Frank Marx      | 95 van de 100 punten, eerste prijs |
| 29 november 1998  | Limburgse kampioenschappen   | Venray, Nederland           | Frank Marx      | 97,5 van de 100 punten, eerste prijs met lof der jury, hoogste aantal punten, Limburgs kampioen                                                                                        |
| 24 januari 1999   | Nederlandse kampioenschappen | Nederweert, Nederland       | Frank Marx      | 93,5 punten, Nederlands kampioen |
| 13 juli 2001      | Wereld Muziek Concours       | Kerkrade, Nederland         | Frank Marx      | 86,03 punten, eerste prijs met gouden medaille |
| 26 november 2006  | Limburgse kampioenschappen   | Geleen, Nederland           | Frank Marx      | 95,92 punten, eerste prijs met lof der jury, Limburgs kampioen |
| 3 februari 2007   | Nederlandse kampioenschappen | Winterswijk, Nederland      | Frank Marx      | 95,3 punten, eerste prijs met lof der jury, derde plaats |
| 18 november 2012  | Limburgse kampioenschappen   | Heel, Nederland             | Henrico Stevens | 95,08 punten, eerste prijs met lof der jury, hoogste aantal punten, Limburgs kampioen                                                                                                  |
| 23 februari 2013  | Nederlandse kampioenschappen | Meijel, Nederland           | Henrico Stevens | 94,58 punten, eerste prijs met lof der jury, hoogste aantal punten, Nederlands kampioen                                                                                                |
| 20 november 2016  | Limburgse kampioenschappen   | Heel, Nederland             | Henrico Stevens | 96,67 punten, eerste prijs met lof der jury, hoogste aantal punten, Limburgs kampioen                                                                                                  |
| 4 februari 2017   | Nederlandse kampioenschappen | Oosterhout, Nederland       | Henrico Stevens | 98,00 punten, eerste prijs, hoogste aantal punten, Nederlands kampioen |

### Trivia
In Eijsden is de harmonie ook als de "De Blôw" bekend, vanwege de blauwe kleur van de petten. Dit onderscheid is in Eijsden noodzakelijk, omdat er nog een ander harmonieorkest in Eijsden bestaat, namelijk de Koninklijke Harmonie "Sainte Cécile", die "De Roei" worden genoemd, vanwege de rode kleur van de petten.